# Батман (ил)
Батма́н (тур. Batman) — ил на юго-востоке Турции.

## География
Ил Батман граничит с илами: Диярбакыр на западе, Мардин на юге, Сиирт и Битлис на востоке, Муш на севере.
Через ил протекает река Тигр.

## Население
Население — 456 734 жителей (2009). Большинство населения — курды.
Крупнейший город — Батман (246 тысяч жителей в 2000 году).

## Административное деление

Ил Батман делится на 6 районов:
1. Батман (Batman)
2. Бешири (Beşiri)
3. Герджюш (Gercüş)
4. Хасанкейф (Hasankeyf)
5. Козлук (Kozluk)
6. Сасон (Sason)

## Экономика
Ил является важнейшим нефтедобывающим регионом Турции. Нефтеперерабатывающий завод в Батмане. Начало нефтепровода до Искендеруна.
Выращивание хлопка.